# Heliogomphus olivaceus
Heliogomphus olivaceus är en trollsländeart som beskrevs av Maurits Anne Lieftinck 1961. Heliogomphus olivaceus ingår i släktet Heliogomphus och familjen flodtrollsländor. Inga underarter finns listade i Catalogue of Life.